# Masterexamen (svensk examen)
För andra betydelser, se Master.
Masterexamen är en svensk akademisk examen som uppnås efter fullgörande av 120 högskolepoäng (motsvarande två års heltidsstudier) på avancerad nivå. Den formella engelska översättningen av masterexamen är Degree of Master (120 credits).
En tvåårig masterexamen infördes i Högskoleförordningen från 1 juli 2007 som en påbyggnad på en kandidatexamen eller annan treårig examen på grundnivå, i enlighet med den europeiska Bolognaprocessen. Denna masterexamen kräver alltså totalt fem års högskolestudier, vilket motsvarar 300 högskolepoäng (ECTS credits) eller 200 poäng i det gamla svenska systemet. Detta till skillnad från den magisterexamen som kräver totalt fyra års studier,  och som fortfarande kommer att finnas kvar i Sverige, dock i något modifierad tappning med krav på att man först tar ut en treårig examen.   
En masterexamen ska enligt den europeiska Bolognaprocessen kunna byggas på med tre års studier till doktorsexamen. För en svensk doktorstitel krävs emellertid, vanligtvis, fyra års doktorandstudier även i fortsättningen, oavsett om man har masterexamen eller magisterexamen sedan tidigare. Masterutbildningen kan trots detta beskrivas som en magisterutbildning kompletterad med studier som tidigare inledde forskarutbildning.
Internationellt betraktas studier på masternivå som post-graduate studies, dvs som del av en forskarutbildning, medan magisterstudier i Sverige traditionellt har betraktats som del av grundutbildningen.  
Högskoleförordningen 2007 fastställer att Masterstudier sker på avancerad nivå, till skillnad från kandidatstudier som sker på grundnivå och doktorandstudier som sker på forskarnivå. Detta betyder att majoriteten av de kurser som ingår i en tvåårig masterexamen ska vara på avancerad nivå. Hur stor andel som måste vara på avancerad nivå bestäms av varje lärosäte, men kan ofta vara 90 högskolepoäng inklusive 30 högskolepoängs examensarbete.

## Examensbenämningar
Till examensbenämningen kan läggas ett för- och/eller efterled som anger examens inriktning. Vilka för- och efterled som skall användas bestäms av respektive universitet eller högskola. Sveriges universitets- och högskoleförbund - SUHF har lämnat rekommendationer om för- och efterled. SUHF rekommenderar att följande förled används: 
| Förled            | Engelsk översättning                   |
| ----------------- | -------------------------------------- |
| Agronomie         | of Agricultural Science                |
| Ekonomie          | of Science in Business and Economics   |
| Farmacie          | of Pharmaceutical Science              |
| Filosofie         | of Arts; of Social Science; of Science |
| Juris             | of Legal Science                       |
| Medicine          | of Medical Science                     |
| Naturvetenskaplig | of Science                             |
| Odontologie       | of Dental Science                      |
| Politices         | of Political Sciences                  |
| Skoglig           | of Science in Forestry                 |
| Teknologie        | of Science                             |
| Teologie          | of Theology                            |
| Veterinärmedicine | of Veterinary Medicine                 |

Som efterled rekommenderar SUHF uttrycken:
| Efterled               | Engelsk översättning       |
| ---------------------- | -------------------------- |
| med huvudområdet ...   | with a major in ...        |
| med inriktning mot ... | with specialization in ... |
| med ... inriktning     |                            |

Masterexamen översätts till engelska med Degree of Master (120 credits). Om examen på svenska har ett förled ska översättningen av förledet placeras före "(120 credits)", medan översättningen av efterled placeras efter "(120 credits)". Exempelvis översätts Filosofie masterexamen med huvudområdet Ekonomisk historia med Degree of Master of Science (120 credits) in Economic History.
Konstnärlig mastererexamen översätts med 'Degree of Master of Fine Arts (120 credits).

### Teknologie masterexamen och civilingenjörsexamen
Förledet teknologie används för examen med huvudområde inom det tekniska utbildningsområdet, vanligen utbildningar som enligt tidigare regelverk låg under teknisk fakultet. En teknologie masterexamen har ett tekniskt ämne som huvudområde och matematik som biämne. 
En teknologie magister (översätts vanligen Master of Science, MSc) har stora likheter med en civilingenjörsexamen (översätts ofta Master of Science and Engineering, MSE). Båda kräver totalt fem års universitetsstudier. Många civilingenjörsprogram möjliggör båda dessa examina, eller så samläser teknologie master- och civilingenjörsstudenter i hög grad. Teknologie master är dock en generell akademisk examen, ofta öppen för internationella studenter, medan civilingenjörsexamen är en svensk yrkesexamen. Civilingenjörsutbildningen har därför mer specifika förkunskapskrav och krav på innehåll för att uppfylla högskoleförordningens nationella lärandemål, och lärosätenas utbildningsplaner, som brukar specificera ett stort antal obligatoriska kurser under de fem åren. Båda utbildningsvägarna skall enligt högskoleförordningen förmedla kunskaper och färdigheter som krävs för både forskningsarbete och utvecklingsarbete. Båda skall ge kunskaper och färdigheter inom teknikområdet och matematik, men även i muntlig och skriftlig kommunikation, och beröra forskningsetik och relevanta samhälleliga aspekter. En civilingenjörsutbildning ska dessutom säkerställa kunskaper och färdigheter inom naturvetenskap, ekonomi, miljö, arbetsmiljö och hållbar utveckling.